# Пан ам
Пан Америкен ворлд ервејз (енгл. Pan Am, Pan American World Airways, PA/PAA) је била авио-компанија у САД, првобитно основана као Пан Америкен ервејз, била је авио-компанија која је била главни и највећи међународни авио-превозник и незванични прекоокеански авиопревозник Сједињених Држава током већег дела 20. века, вероватно најпознатија по томе што је била прва која је у својој флоти имала авионе Боинг 707 и Боинг 747. Била је то прва авио-компанија која је летела широм света и била је пионир бројних иновација модерне авио индустрије, као што су широкотрупни авиони - џамбо џетови и компјутеризовани системи за резервације.
Компанија је основана 14. марта 1927, а банкротирала је 4. децембра 1991. године. Током 1930-их, под вођством америчког предузетника Хуана Трипеа, авио-компанија је купила флоту авиона и усмерила своју мрежу рута на Централну и Јужну Америку, постепено додавајући трансатлантске и транспацифичке дестинације. До средине 20. века, Пан Ам је уживао скоро монопол на међународним рутама. Главно чвориште и водећи терминал компаније био је Ворлдпорт на међународном аеродрому Џон Ф. Кенеди у Њујорку. Током свог врхунца између касних 1950-их и раних 1970-их, Пан Ам је био познат по својој напредној флоти, високо обученом особљу и погодностима. Био је један од оснивача Међународног удружења за ваздушни транспорт (ИАТА), глобалног удружења авио-индустрије.
Током 1990-их неколико пута је безуспешно покушано њено оживљавање. У време када је престала са радом, заштитни знак авио-компаније био је други најпризнатији у свету, а његов губитак се осетио међу путницима и многим Американцима као знак краја златног доба ваздушних путовања. Његов бренд, иконографија и допринос индустрији остају добро познати у 21. веку.